# Peter Schönström (1766–1838)
Peter Schönström, född 31 juli 1766 på Edeby ryttmästarboställe i Ludgo socken, död 21 januari 1838 i Stockholm, var en svensk militär och politiker.

## Biografi
Peter Schönström var son till överstelöjtnanten Peter Schönström. Han inskrevs fem år gammal som underofficer vid Södermanlands regemente och passerade där de lägre graderna. Schönström deltog 1789–1790 som stabskapten i Gustav III:s ryska krig. 1797 fick han överstes avsked. Schönström spelade en viss roll i riksdagspolitiken under 1800-talets första decennier. Han hade tagit starka intryck av franska revolutionens idéer, och på riksdagen 1800 slöt han sig till den unga radikala adelsfraktionen på Riddarhuset med Hans Hierta i spetsen. Schönström uppträdde framför allt som motståndare till adelns privilegier. Med egna pengar stödde han Georg Adlersparres revolutionsarmé 1809, och under den följande riksdagen yrkade han ivrigt på ett konstitutionellt statsskick. Som ledamot av riksdagens hemliga utskott och av den Mannerheimska klubben kan Schönström räknas till 1809 års män. Under de följande riksdagarna spelade han en mindre framträdande roll. Han erhöll Vasaordens storkors 1820.